# Halil Jaganjac
Halil Jaganjac (Rijeka, 22 de junio de 1998) es un jugador de balonmano croata que juega de lateral izquierdo en el Rhein-Neckar Löwen. Es internacional con la selección de balonmano de Croacia.
Fue convocado por primera vez con la selección en junio de 2017, tras recibir la llamada de su seleccionador, Lino Červar.

## Palmarés

### PSG
- Copa de la Liga de balonmano (1): 2017
- Liga de Francia de balonmano (1): 2017

### Rhein-Neckar Löwen
- Copa de Alemania de balonmano (1): 2023

## Clubes
- MRK Kozala (2014-2016)
- PSG (2016-2017)
- RK Metalurg (2017-2018)[3]
- RK Nexe Našice (2018-2022)
- Rhein-Neckar Löwen (2022- )